# Грозоотметчик

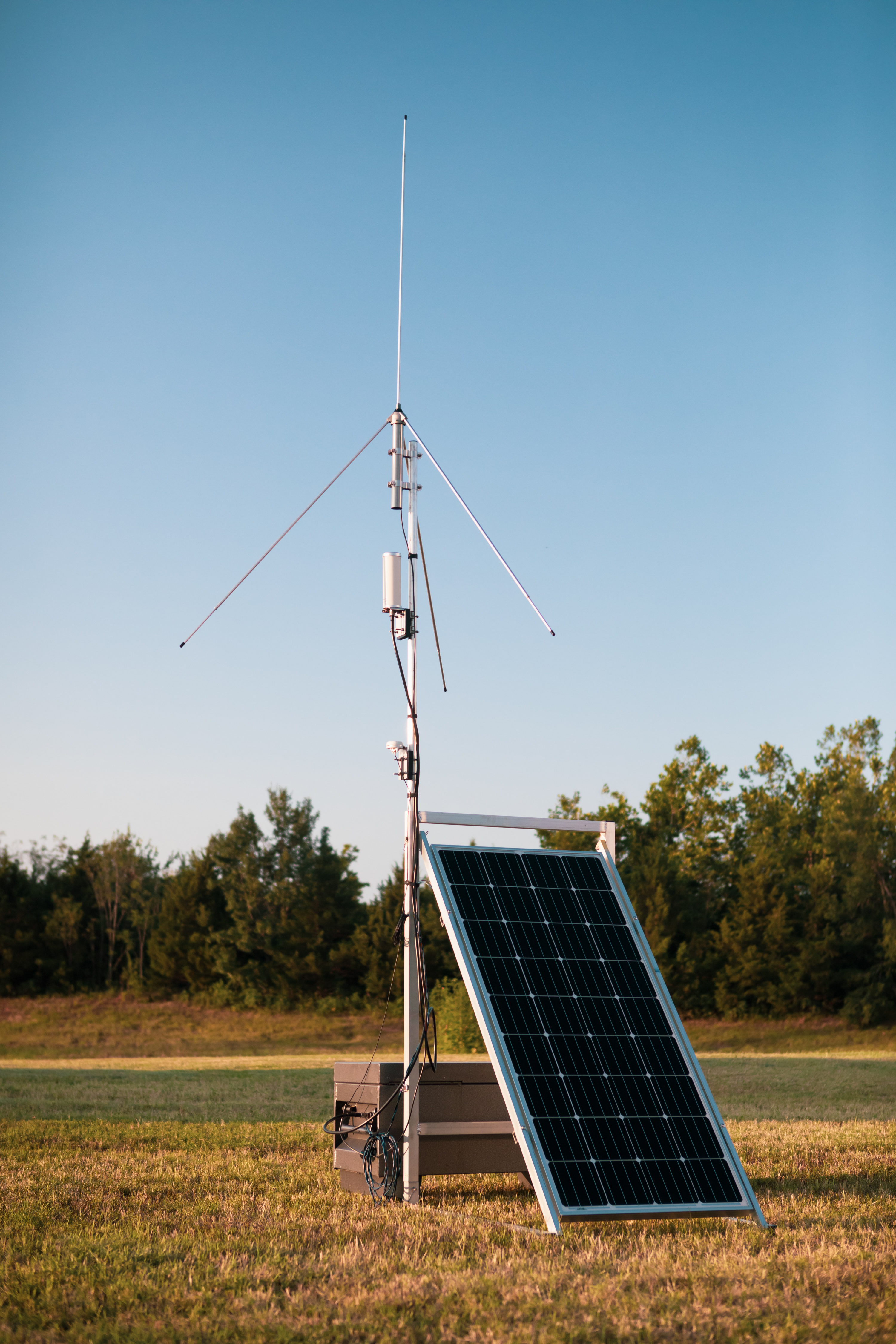
Один из датчиков системы картографирования молний (LMA) Национальной лаборатории сильных штормов NOAA

Грозоотме́тчик, называемый также дете́ктор мо́лний — прибор для регистрации возникающих молний.

## История создания
В 1887 году Генрих Герц опубликовал статью — «Об очень быстрых электрических колебаниях», где впервые в мире описал опыты с передатчиком и приёмником электромагнитных колебаний. Приёмник представлял собой проволочную петлю с небольшим зазором между концами, где мог возникать искровой разряд при электромагнитном воздействии.
В 1889 году Оливер Лодж, экспериментируя с приборами из опытной установки Герца, использует в качестве приёмника не петлю, а вибратор, как в передатчике. Для повышения чувствительности приёмника он так уменьшает искровой промежуток, что после электромагнитного воздействия электроды вибратора приёмника замыкаются (сцепляются). Для размыкания электродов требовалось лёгкое встряхивание. Подключив к электродам вибратора источник питания и электрический звонок, Лодж обеспечил звуковую индикацию принятой электромагнитной волны.
В 1890 году Э. Бранли изобрёл прибор для регистрации электромагнитных волн, включавший в себя эбонитовую трубку с электродами на концах, внутри которой находились металлические опилки («трубка Бранли»). Под воздействием удалённого электрического разряда многократно уменьшалось электрическое сопротивление трубки, включённой в цепь источника питания и гальванометра. Для возвращения «трубки Бранли» в первоначальное состояние и обнаружения нового воздействия требовалось встряхивание, нарушающее контакт между опилками. Бранли назвал свой прибор «радиокондуктор», что впервые ввело в научный оборот корень «радио» в современном его значении.
В 1890 году Оливер Лодж признал «трубку Бранли» наиболее подходящим индикатором «волн Герца» из имеющихся на то время. Он дал ей наименование «когерер» (лат. cohaerere — сцепляться) и ввёл в свою схему с приёмным вибратором Герца вместо искрового промежутка, получив более устойчивую и надёжную работу приёмника. В 1894 году Лодж прочёл лекцию, посвящённую памяти скончавшегося незадолго до этого Г. Герца, где рассказал об использовании «трубки Бранли» в своём новом варианте приёмника электромагнитных колебаний с непрерывным встряхиванием «радиокондуктора». Для встряхивания использовалась «звездочка» на постоянно вращающейся оси. В том же 1894 году на заседании Британской ассоциации содействия развитию науки в Оксфордском университете Лодж впервые публично демонстрирует опыты по передаче и приёму радиоволн. В ходе демонстрации радиосигнал был отправлен из лаборатории в соседнем Кларендоновском корпусе и принят аппаратом на расстоянии 40 м — в театре Музея естественной истории, где проходила лекция. Показанный Лоджем «прибор для регистрации приёма электромагнитных волн» содержал когерер, источник тока, гальванометр и электрический звонок. Под действием электромагнитных колебаний сопротивление цепи, в которой стоял когерер, многократно уменьшалось, и ток от батареи приводил в действие звонок и отклонял стрелку гальванометра. В том же году все эти сведения были опубликованы. Статья вызвала интерес и обратила внимание многих учёных на возможность использования устройства для исследования волн, распространяющихся во время грозы.
Этой работой заинтересовался А. С. Попов, прочитав в марте 1895 года статью в журнале «Electrician». Вместе со своим ассистентом П. Н. Рыбкиным они усовершенствовали приёмник Лоджа. Во-первых, в схему было добавлено электромагнитное реле, которое управляло цепью звонка и повышало чувствительность приёмника. Во-вторых, для встряхивания когерера использовался молоточек звонка, а не часовой механизм, как у Лоджа. Кроме того, в своих опытах А. С. Попов использовал мачтовую антенну, изобретённую в 1893 году Н. Теслой.
7 мая (25 апреля по старому стилю) 1895 года, позже названным «Днём радио», в ходе лекции на заседании Русского физико-химического общества (РФХО) в Санкт-Петербургском университете А. С. Попов представил созданный прибор. Тема лекции была: «Об отношении металлических порошков к электрическим колебаниям» — её материал был опубликован в журнале РФХО в августе 1895 года. Полная схема и подробное описание прибора, который получил название «прибор для обнаружения и регистрирования электрических колебаний», были опубликованы в журнале РФХО в январе 1896 года (статья датировалась декабрём 1895 года).

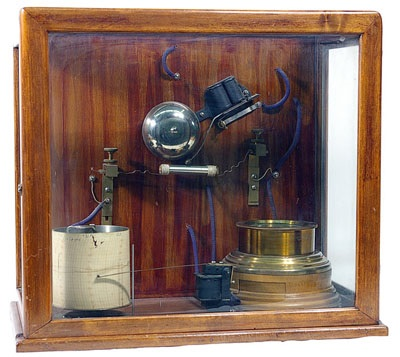
Грозоотметчик А. С. Попова из коллекции Центрального музея связи (1895)

Прибор использовался А. С. Поповым в лекционных целях. В одной из модификаций во вторичную цепь реле параллельно звонку была подключена пишущая катушка братьев Ришар — получился научный прибор для регистрации электромагнитных колебаний в атмосфере. Сразу за этим, по инициативе основателя кафедры физики Петербургского Лесного института Д. А. Лачинова, грозоотметчик (первоначальное название у Лачинова — разрядоотметчик) установили на институтской метеостанции, где он работал на постоянной основе до 1927 года, после чего был передан Центральному музею связи им. А. С. Попова. Кроме того, известна судьба ещё нескольких подобных устройств. Так, с одним из них, в Томске проводил исследования профессор физики Ф. Я. Капустин. Его прибор сохранился и экспонируется в местном музее. Ещё два образца демонстрировались и были отмечены почетными дипломами на выставках: Нижегородской художественно-промышленной (в 1896 году, под наименованием «Прибор для записи электрических разрядов в атмосфере») и Парижской всемирной, посвященной смене столетий (1900). Во всех случаях производством грозоотметчиков по специальному заказу занималась Кронштадтская водолазная мастерская братьев Колбасьевых.
Таким образом завершился процесс создания первого грозоотметчика. Он стал, хотя и достаточно «грубым», но надёжным прибором, пригодным для длительной эксплуатации без необходимости в постоянном наблюдении и регулировках. По сути, это устройство явилось в полной мере действующим промышленным образцом, тогда как предшествовавшие ему приборы могли служить лишь для лекционных демонстраций. Надежность грозоотметчика Попова определилась также его применением: значительная мощность излучений грозовых разрядов делала ненужной высокую чувствительность.

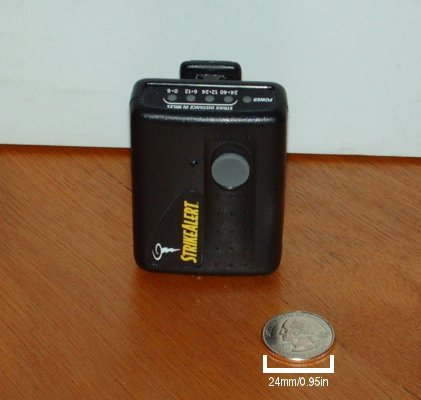
Мобильный грозоотметчик (2007)

## Виды современных грозоотметчиков
В зависимости от вида принимаемого сигнала грозоотметчики разделяют на акустические, оптические и электрические, отмечающие, соответственно, гром, вспышки света и изменения электромагнитного поля. Наибольшее распространение получили электрические грозоотметчики. Они, в свою очередь, делятся на приборы, фиксирующие изменения либо магнитного, либо электростатического поля, или приборы, воспринимающие порождаемое молнией электромагнитное излучение (радиоволны).
В зависимости от места размещения грозоотметчики разделяют на стационарные наземного базирования, мобильные, часто использующие направленные антенны, и космические системы, расположенные на орбите Земли.

## Практическое использование
Обычно грозоотметчики используют сети метеорологических служб, подобных Росгидромету. В этом случае появляется возможность определения координат мест ударов молний методом триангуляции. Их своевременное обнаружение позволяет оперативно реагировать на возможные связанные с молниями угрозы — такие, как лесные и торфяные пожары, выход из строя электросетей и т. п.